# Emma (novel·la)
Emma és una novel·la de Jane Austen publicada el 1815 que narra les aventures romàntiques de la protagonista fent d'alcavota dels seus coneguts, mentre ella jura que mai es casarà. Publicada en tres volums i dedicada a l'aleshores príncep Jordi IV del Regne Unit, va ser un dels grans èxits de l'autora. Fou la primera bildungsroman de la literatura anglesa.

## Argument
Emma és una jove que viu amb el seu pare després que els deixin la seva germana i la seva institutriu, ambdues per matrimoni. La unió d'aquesta darrera va ser fruit de l'encoratjament d'Emma, la qual, veient el seu èxit, decideix dedicar-se a fer d'alcavota d'una noia, Harriet, d'obscur llinatge que viu com a alumna d'un internat de Highbury. El seu cunyat, Mr. Knightley, l'alerta de no ficar-se en la vida dels altres, però ella persisteix fins que aconsegueix que la noia es faci la seva amiga íntima i s'enamori de Mr. Elton, el qual comença a visitar assíduament la casa d'Emma.
Emma pinta un retrat de Harriet per provar si l'home està enamorat i ell respon amb grans lloances, incloent-hi una endevinalla on sembla declarar-se. Animada per aquests avenços, Harriet rebutja la proposició de matrimoni del seu antic pretendent, Mr. Martin, un granger pròsper. Una nit, quan Emma creu que Mr. Elton li confessarà l'amor que sent per la seva protegida, ell es declara i diu que és ella l'objecte del seu desig i acaben en una discussió al cotxe de cavalls. Ell s'ofèn pel seu rebuig i per haver-lo intentat ajuntar amb una jove de menys condició social i abandona el poble.
Emma es penedeix d'haver alimentat falses esperances en Harriet i de la seva ceguesa i es promet no intentar més històries romàntiques. Aleshores, però, arriba Frank Churchill, el fill de Mr. Weston, després d'anys absència perquè s'estava amb uns oncles rics que no el deixaven sortir. Tot el poble sent que estan fets l'un per l'altre i la mateixa Emma se sent afalagada per les atencions del jove. Poc abans havia arribat Jane Fairfax, de la família Bates, vinguda a menys.
Es convoca un ball, en què Frank balla amb Emma però canta amb Jane (acompanyant-se d'un piano, regal misteriós, que provoca en Emma la invenció d'una possible història secreta i fosca entre Jane i un protector). Frank ha de tornar amb la seva tia i els deixa amb el projecte d'un segon ball.
Aleshores, torna Mr. Elton, ja casat amb una noia rica i presumptuosa, que creu que pot elevar la vida del poble i que s'autonomema protectora de Jane, intentant buscar-li feines que ella sempre rebutja. Es produeix una desavinença entre la senyora Elton i Emma, pel seu lideratge de la vida social.
Quan Frank pot fer una nova visita, es convoca el segon ball. Mr. Elton es venja de Harriet (i indirectament també d'Emma) deixant-la plantada sense parella de ball, greuge que Mr. Knightley compensa sent ell qui la convida. Quan ballen Emma i Frank, aquesta es convenç que no sent amor per ell i que ell no l'estima com semblava i llavors pensa que pot ser una bona parella per a Harriet.
En una excursió d'estiu, Mr. Knightley continua protegint Harriet i renya Emma per ser poc considerada amb la senyoreta Bates. El resultat d'aquesta excursió és que es descobreix que Frank estava promès en secret amb Jane (i feia servir el flirteig amb Emma com a tapadora) i que Harriet s'ha enamorat de Mr. Knightley. Emma s'adona llavors que sempre l'ha estimat i no pot permetre aquesta unió, de la qual és indirectament causant.
En un passeig, els dos confessen els seus sentiments mutus i decideixen casar-se, però vivint amb el pare d'Emma per no deixar-lo mai sol. Harriet accepta la proposició de l'antic pretendent, el qual sempre ha estat enamorat d'ella, i tot acaba en un casament feliç després que Emma reconegui que és un error fer d'alcavota dels altres.

## Personatges
- Emma: jove, maca, intel·ligent i rica, tal com la descriu l'autora des del començament.[3] És massa romàntica i busca l'amor malgrat les convencions socials, de les quals és després conscient. Rebutja el matrimoni pel paper submís que atorga a la dona i és molt familiar. Admet els seus errors i el seu orgull, defectes pels quals l'escriptora pensava que no agradaria al públic.[4]
- George Knightley: representa el seny, la mesura i l'acord amb les convencions socials sense menysprear mai els d'altres classes. S'enamora d'Emma després d'esvenir grans amics i mostra una percepció ben clara dels sentiments de tothom, enfront dels errors d'ella.
- Frank Churchill: fill dels Weston, però adoptat per uns oncles milionaris que el tenen absent del seu poble natal. Es presenta com a defensor de l'hedonisme i la murmuració, però més endavant resulta ser un enamorat en secret, ja que la seva promesa és de menys condició social i, per tant, no del gust de la seva tia. La seva ànsia per tallar-se el cabell a Londres el fa aparèixer com a superficial a ulls d'Emma.
- Jane Fairfax: jove que és també mig adoptada per una família rica, ja que la seva tia, Miss Bates, no la pot educar, però que ha d'abandonar la seva posició en casar-se la filla de la casa (amb un Mr. Dixon de qui Emma creu falsament que Jane està enamorada). Vol buscar feina d'institutriu, en què Mrs. Weston es fica, però acaba casada amb Frank, a qui va conèixer en un balneari quan les dues famílies estiuejaven plegades. Es presenta com a responsable, callada i freda.
- Harriet Smith: de família desconeguda, viu en un internat i Emma aconsegueix introduir-la en l'alta societat en presentar-la com amiga seva. Passional, innocent i inexperta, s'enamora càndidament de tots els cavallers que li presenta Emma per acabar amb el granger que li pertoca per classe i que insisteix en el seu flirteig.
- Mr. Elton: clergue arrogant i amant de la riquesa, es declara a Emma però és rebutjat i llavors busca una dona fora del poble. Intenta humiliar els vilatans i és cruel amb els febles.
- Mrs. Elton: dona que es creu ben relacionada i amb gran gust, apareix com a ridícula i malintencionada. Vol ser sempre el centre d'atenció i assetja la Jane per aconseguir-li una feina entre els seus cercles.
- Mrs. Weston: antiga institutriu d'Emma i la seva confident, es casa per tenir fills i apareix com un exemple de dona de família, reposada i sensible.
- Mr. Weston: amic de tothom, pare de Frank, a qui va renunciar al poc de néixer per no poder-lo criar sense la seva dona, morta prematurament. Durant tota la novel·la, espera la reconciliació amb aquest fill i no vol baralles ni enveges entre ningú.
- Mr. Woodhouse: pare d'Emma, caracteritzat per la seva hipocondria i la ceguesa davant dels drames que tenen lloc a casa seva, ja que ell només veu la part positiva de tothom. Aterrit perquè Emma es casi i el deixi sol, acaba accedint al matrimoni quan ella li promet viure tots tres plegats.
- Miss Bates: tia de Jane, dona que ha quedat soltera per tenir cura de la seva mare, vinguda a menys. No para de parlar, encadenant temes sense acabar les frases i per això pot resultar pesada, però té bon cor i sempre veu les coses en positiu.
- Isabella: germana gran d'Emma, hipocondríaca com el seu pare (amb qui competeix per veure qui té el millor metge a l'abast) i mare de molts fills, que són fortament estimats per tota la família. Més innocent i convencional que la seva germana, tot i ser més gran, actua com a contrapunt de la protagonista.
- Mr. John Knightley: marit d'Isabella, no li agrada estar a Highbury ni els seus habitants, a qui tracta amb cortesia però fredor.
- Robert Martin: granger pretendent de Harriet, representa la classe mitjana en la novel·la. És retratat com un home honest, treballador i persistent en els seus afectes, a part de cuidador de la seva família. Amb el cotxer dels Woodhouse (James) i el majordom dels Knightley (Larry), forma el trio que no pertany a l'alta societat (a part de Harriet, que és convidada al cercle).
- Els Cole: organitzen el primer ball, són una família que s'ha enriquit i ocupen un lloc ambigu entre les classes socials.

## Temes
Un dels temes principals, comú en tota l'obra d'Austen, és el paper de la dona en la societat del segle xix, en què el matrimoni determina en gran part el seu futur i sembla l'única sortida possible per a aconseguir la felicitat i l'aprovació pública. És significatiu que Emma, malgrat les seves promeses, acabi casada, igual que la majoria d'heroïnes de les seves novel·les. Com Elizabeth Bennet, d'Orgull i prejudici, es tracta d'una dona intel·ligent i independent que escull un amic i no un simple amor passional i cec. També hi arriba després d'errors i confusions de parella, en què sempre intervé la família. Emma, però, no té problemes econòmics, fet que li atorga independència per triar si es casa o no (la seva situació es contrasta amb la de Jane Fairfax, molt similar en refinament però òrfena).
Jane Austen critica la subordinació de la dona; però, en canvi, el personatge que sempre apareix com a positiu és un home, Mr. Knightley, que educa la seva futura muller traient-li vicis com criticar els altres o fantasiar, per aproximar-la al bon judici i als afers domèstics. Emma apareix, tanmateix, com a més independent que els altres protagonistes anteriors, fet que ha portat la crítica literària a reivindicar el seu feminisme.
La classe social determina qualsevol intercanvi possible. Emma rebutja barrejar-se amb gent inferior (com els Martin) i fins i tot dubta dels rics sense passat, com els Cole. Admira les persones ben posicionades i el seu gust i, tot i que amb Harriet intenta trencar aquestes barreres, ho fa sempre suposant un pare misteriós que fos un cavaller que legitimés les unions que ella projecta. Els pobres són dignes de llàstima (com la visita a la família malalta), de por (com els gitanos), però mai hi ha una reivindicació social. La descripció dels costums socials suposa un retrat crític de l'època georgiana, si bé sense afany revolucionari com els moviments posteriors.
L'art apareix en la novel·la com a passatemps i per a retratar els personatges. Jane és la primera en música (Emma té gelosia d'ella per la seva superior interpretació al piano) i el seu amor amb Frank només es delata amb el cant conjunt. La música dona peu als dos balls que precipiten l'acció i és l'eix d'un fals rumor que Emma difon sobre Jane. Mrs. Elton pretén ser una entesa en música, fet que es considerava un afegit per a la dona de l'època. La pintura ocupa gran part del lleure d'Emma i el retrat de Harriet augmenta el malentès sobre l'amor de Mr. Elton. En canvi, la manca de lectura apareix com una mancança en diversos personatges.
El joc de paraules ajuda sovint a fer avançar la trama: Harriet els col·lecciona i en rep un de Mr. Elton; Frank llença un missatge equívoc formant paraules amb les lletres de les cartilles; les endevinalles tensen l'ambient en l'excursió del camp i són, en definitiva, una transposició de la intriga de l'obra: igual que els jocs oculten un missatge, la història central està amagada sota les fantasies i malentesos d'Emma o sota trames en paral·lel com la del piano.
En la mateixa línia se situen els noms dels personatges. El protagonista és un "knight" (cavaller) i viu a "Donwell" (ben fet), mentre que el pare d'Emma té una casa de fusta -Woodhouse- que simbolitza la seva retirada del món, anomenada a més a més "Hartfield" ('camp del cor') perquè en ella viu la protagonista que sent. Frank, paradoxalment, és tot menys honest i franc, ja que enganya tots els vilatans sobre l'objecte del seu amor, en contra de Jane, que és "fair" ('justa').
Les cartes ocupaven gran temps de les dones, incloent-hi la mateixa autora, i apareixen com a rellevants en la història: Frank es disculpa per carta, Jane va a buscar les seves lletres, s'anuncien visites i propostes de matrimoni (es jutja, per exemple, la redacció de Martin o la cal·ligrafia dels protagonistes) i les cartes de Jane a la seva tia o de Mrs. Weston al nebot suposen la connexió entre el poble i l'exterior.

## Estil
El narrador adopta un punt de vista focalitzat en Emma i els seus pensaments, tot i que sovint es desplaça cap als pensaments d'altres personatges, sempre amb una forta ironia que fa que el lector qüestioni el punt de vista de la protagonista. La narració en tercera persona s'alterna, doncs, amb un discurs indirecte lliure o monòleg interior per penetrar en els sentiments d'Emma. Tècnicament, seguint la terminologia de Gérard Genette es tracta d'un narrador heteroextradiegètic que a vegades es mostra com a equiscient (sap el mateix que els personatges i simpatitza amb ells) i d'altres omniscient.
La novel·la adopta moltes de les convencions del romanticisme. Per exemple, l'amor és l'eix central de la trama i la protagonista viu en un món de fantasia en què les parelles poden vèncer qualsevol obstacle. Jane Austen, però, s'allunya de l'estil perquè critica l'actitud d'Emma, que demostra estar sempre equivocada. Apareixen elements de la novel·la gòtica, com les cartes misterioses que recull Jane (i que provenen de Frank), un episodi amb gitanos que espanten les dones o els misteris sobre l'origen de Harriet; convencions que va explorar en L'abadia de Northanger. Harriet és la representant més arquetípica de l'amor romàntic, que reverencia objectes de l'estimat, que busca significats a cada gest i que sorgeix de l'admiració i el casual, enfront l'amor d'Emma, que neix de l'amistat i de la confiança.
Els indrets ocupen un lloc destacat en la novel·la. En primer terme cal esmentar les cases: Hartfield (casa dels Woodhouse) com a centre social de la vida reposada i la conversa elegant; Randalls (dels Weston) com el seu igual i Donwell (de Mr. Kgnihtley) com a la més luxosa, a la qual significativament renuncia per viure amb Emma. Mrs. Elton fa referència constant a la casa dels seus cunyats, Maple Grove, com a exemple de luxe i contrast amb les cases locals i es descriuen detalls de les finques d'altres veïns per situar-los socialment. Les visites socials de casa en casa són el centre de l'intercanvi entre els personatges. Aquests interiors contrasten amb els jardins i camins, on tenen lloc la majoria de declaracions i descobriments (aquest paper de la natura es pot veure com un altre tret romàntic), i amb les sales de ball o la botiga, llocs públics on les famílies protagonistes es barregen amb la resta. La ubicació al camp (probablement, inspirat en Surrey) i en la classe alta és una constant en l'autora, lluny de la novel·la urbana de Charles Dickens i les seves tensions socials.
És propi del realisme que tothom acabi emparellat segons la seva classe social; les intrigues d'Emma no han servit per a alterar l'ordre natural de les coses, un fet que no hauria estat present en una novel·la típicament romàntica, en què el sentiment ho pot tot.
L'humor irònic és un element característic de la novel·la. Apareixen com a personatges còmics Mr. Woodhouse amb la seva obsessió per la salut (i en menor grau la seva filla Isabella), Miss Bates amb el seu discurs inacabable i Mrs. Elton amb les seves pretensions. Els dos primers, però, estan tractats amb tendresa, perquè tenen en comú el bon cor i pensar sempre el millor de tothom, mentre que Mrs. Elton apareix directament com a ridícula, a prop de la sàtira.
Jane Austen coneixia gràcies al seu pare la tradició literària anglesa, per això en la seva obra apareixen al·lusions a El somni d'una nit d'estiu i diversos poetes que citen lliurement els personatges. Pren de Fanny Burney la manera de barrejar pensament i acció i de Henry Fielding la paròdia del sentimentalisme coetani.

## Traduccions al català
- Austen, Jane. Emma. Traducció: Josep Ferrer i Costa.  València: Edicions Tres i Quatre (Llibres Clau, 18). ISBN 978-84-7502-514-8.[8][9]
- Austen, Jane. Emma. Traducció: Alba Dedeu.  Martorell: Adesiara, juny del 2014. ISBN 9788492405787.[9][10]

## Adaptacions
La novel·la ha estat adaptada en diverses ocasions al cinema i la televisió; en destaquen les versions següents:
- Emma (1948)
- Emma (minisèrie del 1972 de la BBC)
- Fora d'ona (1995), pel·lícula estatunidenca escrita i dirigida per Amy Heckerling inspirada en la novel·la de Jane Austen.
- Emma, pel·lícula de 1996 dirigida per Douglas McGrath, basada en la novel·la d'Austen. La seva principal protagonista és Gwyneth Paltrow qui interpreta el paper d'Emma.
- Aisha (2010), versió de Boolywood[11]
- Emma, és una pel·lícula del Regne Unit de 2020 dirigida per Autumn de Wilde.

També s'han fet adaptacions teatrals:
- Una versió teatral feta per Michael Napier Brown fou representada al Teatre Reial a Northampton el 2000.[12]
- Emma (2009), adaptació feta per Rachel Atkins per al Teatre Book-It Repertory a Seattle, dirigida per Marcus Goodwin amb l'actriu Sylvie Davidson fent de la protagonista.[13]